# Гати (Сондрио)
Гати је насеље у Италији у округу Сондрио, региону Ломбардија.
Према процени из 2011. у насељу је живело 144 становника. Насеље се налази на надморској висини од 754 м.